# São João do Polêsine
São João do Polêsine là một đô thị thuộc bang Rio Grande do Sul, Brasil. Đô thị này có diện tích 85,633 km², dân số năm 2007 là 2702 người, mật độ 31,55 người/km².